# Unser Fräulein Doktor
Unser Fräulein Doktor ist eine deutsche Filmkomödie aus dem Jahre 1940 von Erich Engel mit Jenny Jugo in der Titelrolle. Die männliche Hauptrolle übernahm Albert Matterstock.

## Handlung
Der Chemie- und Mathematiklehrer Dr. Karl Klinger, eine Kapazität in seinem Fach, ist zwar jung an Jahren aber bezüglich mancher seiner Auffassungen ein Fossil: Er schätzt seine neue, junge Kollegin Dr. Elisabeth Hansen, die dieselben Schulfächer unterrichtet, menschlich zwar sehr, meint aber, ganz Macho wie er ist, dass die Frau sui generis an den Herd gehört und sich um häusliche Kindererziehung kümmern sollte, anstatt einen Beruf zu ergreifen oder sogar Schüler zu unterrichten. Dabei übersieht er ganz und gar, wie beliebt bei den Schülern „unser Fräulein Doktor“ ist. Infolge einer Unbedachtheit bricht sich der Kollege eines Tages ein Bein und fällt als Lehrer die kommenden Wochen aus. So muss ausgerechnet die ungeliebte Kollegin für ihn einspringen, um die Oberprima auf das anstehende Abitur vorzubereiten. So wie Karls Überzeugungen in Sachen weibliche Lehrkräfte sind, haben selbige längst auf die von ihm unterrichteten Schüler abgefärbt. Man versucht daher, dem Fräulein Doktor in der Klasse das Leben so schwer wie möglich zu machen. Bald aber müssen selbst die verstocktesten Oberprimaner einsehen, dass Dr. Hansen ihren Job sehr gut macht und man in ihrem Unterricht viel lernt. Aus dem Krankenbett entlassen, kann es Kollege Karl kaum glauben, wie beliebt seine Kollegin in der Zwischenzeit bei seinen Schützlingen geworden ist. Ja, man hat ihr zu Ehren sogar das Lehrerpult mit Blumen geschmückt!
Glaubt Klinger anfänglich an die weibliche Raffinesse der Frau Kollegin, mit der sie womöglich seine Schüler um den Finger gewickelt und „verhext“ hat, so muss er allmählich einsehen, dass das Fräulein Doktor offensichtlich einfach nur fachlich kompetent ist. Dennoch äußert sich Karl abfällig über Elisabeth, als es darum geht, wer seine Klasse im kommenden Jahr übernehmen soll, da er wegen eines wissenschaftlichen Projekts als Lehrer ausfallen wird. Er unterstellt ihr, dass sie lediglich mit weiblicher Raffinesse die Herzen der Schüler zu erobern weiß. Wütend wirft Elisabeth daraufhin hin und kündigt an, als Privatdozentin an eine Universität gehen zu wollen. Kollege Karl erkennt, dass er zu weit gegangen ist und versucht sich am letzten Tag ihres schulischen Wirkens während eines Schulausflugs für sein Verhalten zu entschuldigen. Dies missglückt ihm ebenso sehr wie sein linkischer Versuch einer Liebeserklärung, zumal Elisabeth Hansen aufgrund seiner diversen Äußerungen viel zu sehr verletzt und erbost ist. Nach ihrem Wechsel an die Uni muss Karl nun endgültig erkennen, wie sehr Elisabeth ihr Fach versteht, und dass ihre „Einflussnahmen“ auf Schüler rein fachlicher Natur sind. Nach ihrer Univorlesung unternimmt Kollege Karl einen erneuten Versuch, Elisabeths Herz für sich zu gewinnen. Nach einem kurzen Moment des Sträubens muss sie sich jedoch eingestehen, dass sie diesen Karl Klinger schon seit langem liebt und nimmt seinen Heiratsantrag an.

## Produktionsnotizen

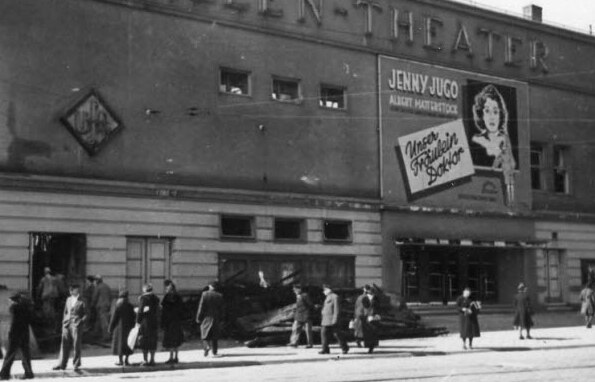
Filmplakat am nach einem Bombentreffer ausgebrannten Reichshallen-Theater in Kiel (1941)

Die Dreharbeiten zu Unser Fräulein Doktor begannen am 17. August (Außenaufnahmen) bzw. am 23. August 1940 (Atelieraufnahmen in den UFA-Ateliers in Berlin-Tempelhof) und endeten im Herbst desselben Jahres. Die Uraufführung fand am 20. Dezember 1940 in Leipzig statt, die Berliner Premiere war am 17. März 1941 im Capitol-Kino.
Produzent Eberhard Klagemann wirkte auch als Herstellungsleiter. Karl Weber und Carl Haacker entwarfen die Filmbauten. Filmeditor Conrad von Molo war auch Erich Engels Regieassistent, Ernst Walter kümmerte sich um den Ton.
Der 19-jährige Rainer Penkert gab hier, ebenso wie John Pauls-Harding, sein Filmdebüt. Es sollte Penkerts einzige Kinoproduktion im Dritten Reich bleiben. Auch der damals zwölfjährige Gunnar Möller stand 1940 das erste Mal vor der Kamera. Unser Fräulein Doktor war sein zweiter Film; es sollte der Beginn einer sehr langen Filmkarriere werden.

## Kritik
Die Kritik kam zu ziemlich unterschiedlichen Bewertungen. Nachfolgend zwei Beispiele:
Für Der deutsche Film 1938-1945 meinte: „Diesmal befriedigte Jenny Jugos Spiel nicht ganz, und der Film wirkte wenig überzeugend“.
Das Lexikon des Internationalen Films befand: „Erstaunlich zeitlos wirkende Komödie, die ihre Harmlosigkeit durch die flotte Inszenierung vergessen läßt. Vor allem Jenny Jugo überzeugt durch ihr modernes, burschikoses Spiel.“